# Baeoura longicalcarata
Baeoura longicalcarata är en tvåvingeart som först beskrevs av Wood 1952.  Baeoura longicalcarata ingår i släktet Baeoura och familjen småharkrankar. Inga underarter finns listade i Catalogue of Life.